# Teinurosaurus sauvagei
Teinurosaurus sauvagei ("ještěr s prodlouženým ocasem") je druh teropodního (dravého) dinosaura, žijícího v období svrchní jury (asi před 155 miliony let) na území dnešního Portugalska. Byl objeven jediný ocasní obratel dinosaura o délce 152 mm (holotyp MGB 500), ten byl ale zničen v průběhu Druhé světové války. Dnes je proto Teinurosaurus sauvagei označován jako nomen dubium (pochybné jméno).

## Historie
V roce 1897 referoval francouzský paleontolog Henri-Émile Sauvage o fosilii ocasního obratle dinosaura z období geologického stupně kimmeridž z lokality v Portugalsku. Fosilie se nacházela ve sbírkách muzea Musée Géologique du Boulonnais ve francouzském Boulogne-sur-Mer. Sauvage ji popsal jako Iguanodon prestwichii a považoval ji tedy za pozůstatek velkého ornitopodního dinosaura.
V roce 1928 rozeznal baron Franz Nopcsa, že se ve skutečnosti jedná o fosilii teropodního dinosaura. Stanovil proto nové rodové jméno Teinurosaurus, odpovídající vzezření podlouhlého obratle.
O čtyři roky později přejmenoval dinosaura německý paleontolog Friedrich von Huene jako Caudocoelus sauvagei, teprve v roce 1969 rozhodl o prioritě rodového jména Teinurosaurus americký odborník John H. Ostrom, a to v proslulé popisné studii dromeosaurida druhu Deinonychus antirrhopus. Kombinaci rodového a druhového jména T. sauvagei zavedl roku 1978 badatel George Olshevsky.

## Tělesné rozměry
Přesnější rozměry tohoto dinosaura není možné na základě jediného distálního kaudálního obratle odhadnout. Podle některých odhadů ale mohl být tento teropod dlouhý až přes 11 metrů a vážit kolem 3,6 tuny, což by z něj dělalo jednoho z největších známých evropských dravých dinosaurů vůbec.